# Bolbaffer splendidus
Bolbaffer splendidus är en skalbaggsart som beskrevs av Rudolph Petrovitz 1969. Bolbaffer splendidus ingår i släktet Bolbaffer och familjen Bolboceratidae. Inga underarter finns listade.